# Gastroboletus vividus
Gastroboletus vividus är en svampart som beskrevs av Trappe & Castellano 2000. Gastroboletus vividus ingår i släktet Gastroboletus och familjen Boletaceae.   Inga underarter finns listade i Catalogue of Life.